# Норвегия на Европейских играх 2019
На Европейских играх 2019 в Минске Норвегия была представлена в 12 видах спорта 38-ю спортсменами.

## Медали
| Бронза |                |                                          |         |
| №      | Спортсмены     | Вид спорта (дисциплина)                  | Дата    |
| 1      | Иселин Солхейм | Вольная борьба (до 76 кг, женщины)       | 28 июня |
| 2      | Феликс Балдауф | Греко-римская борьба (до 97 кг, мужчины) | 30 июня |